# Harald Nyholm
Harald Nyholm, född 4 mars 1872 i Stockholm, död där 10 februari 1942, var en svensk boktryckare.
Harald Nyholm var son till Fredrik Nyholm. Efter yrkesstudier i Sverige och i Tyskland, Frankrike, Danmark och Norge var han anställd hos Gjestvangs handels- och fabriks AB i Stockholm i Stockholm 1898–1906, då han blev direktör för Ivar Hæggströms boktryckeri och bokförlags AB. 1923 blev Nyholm chef för tekniska avdelningen hos P. A. Norstedt & Söner samt 1926 direktör för Tryckeri AB Thule. Nyholm var styrelseledamot i Svenska boktryckereföreningen 1914–1942, vice ordförande där 1919–1924 och ordförande 1924–1942. Han var dessutom bland annat styrelseledamot i Sveriges tryckeriers arbetsgivareförbund 1928–1942, ledamot av Nordiska boktryckarrådet 1924–1932, styrelseledamot i Yrkesskolan för bokhantverk respektive Skolan för bokhantverk 1907–1924 samt styrelseledamot i Boktryckarekammaren 1915–1918.